# Darevskia saxicola
Darevskia saxicola är en ödleart som beskrevs av  Eduard Friedrich Eversmann 1834. Darevskia saxicola ingår i släktet Darevskia och familjen lacertider. IUCN kategoriserar arten globalt som livskraftig. Inga underarter finns listade i Catalogue of Life.